# Prezident Čínské republiky
Prezident Čínské republiky je hlavou státu a nejvyšším velitelem ozbrojených sil Čínské republiky neboli Tchaj-wanu. Úřad vznikl roku 1912, ale během Čínské občanské války, ve které Čínská republika ztratila kontrolu nad většinou svého území (na kterém se tehdy ještě nacházela neuznaná Čínská lidová republika) opět zanikl. 

## Historie
Úřad prezidenta Čínské republiky, jako ho známe dnes, byl vytvořen až v roce 1947 (respektive 1948, kdy nabyla ústava Čínské republiky platnosti). Prvním prezidentem Čínské republiky nacházející se na ostrově Tchaj-wan byl pak generál Čankajšek, kterého v úřadu následovalo dalších pět mužů. Tradičně o místo prezidenta soupeří kandidáti z Kuomintangu a Demokratické pokrokové strany. V pohledu světovém ztratil post prezidenta Čínské republiky váhu roku 1971, kdy byla suverenita Číny zpochybněna, čímž došlo k vyloučení země z OSN a na území země si začala dělat nárok čerstvě nezávislá Čínská lidová republika. Ve volbách v lednu 2016 byla prezidentkou Čínské republiky zvolena Cchaj Jing-wen a v květnu 2016 se tak stala první ženou v této funkci. Ve volbách v lednu 2024 byl zvolen prezidentem Laj Čching-te, její tehdejší viceprezident.

## Seznam prezidentů a prezidentek
| Demokraticky zvolení prezidenti Tchaj-wanu v přímé volbě (od roku 1996)            |                                   |                 |                                  |       |                               | |
| Pořadí                                                                             | Ve funkci                         | Portrét         | Jméno* (narození–úmrtí)          | Volby | Strana                        | Poznámka |
| 1.                                                                                 | 20. květen 1996 – 20. květen 2000 | Li Teng-chuej   | Li Teng-chuej 李登輝 (1923–2020) | 1996  | Kuomintang                    | Li úřadoval jako prezident již v období 1988–1996, do této funkce ale byl dosažen v tehdejším systému vlády jedné strany (Kuomintangu). Teprve v roce 1996 se konal první demokratické a přímé volby prezidenta, ve kterých Li s výsledkem 54 % hlasů svůj post obhájil. |
| 2.                                                                                 | 20. květen 2000 – 20. květen 2008 | Čchen Šuej-pien | Čchen Šuej-pien 陳水扁 (* 1950)  | 2000  | Demokratická pokroková strana | Historicky první zvolený kandidát opoziční strany, jehož nástup do úřadu znamenal konec více než půl století trvající nadvlády nacionalistů. |
| 2.                                                                                 | 20. květen 2000 – 20. květen 2008 | Čchen Šuej-pien | Čchen Šuej-pien 陳水扁 (* 1950)  | 2004  | Demokratická pokroková strana | Historicky první zvolený kandidát opoziční strany, jehož nástup do úřadu znamenal konec více než půl století trvající nadvlády nacionalistů. |
| 3.                                                                                 | 20. květen 2008 – 20. květen 2016 | Ma Jing-ťiou    | Ma Jing-ťiou 馬英九 (* 1950)     | 2008  | Kuomintang                    | |
| 3.                                                                                 | 20. květen 2008 – 20. květen 2016 | Ma Jing-ťiou    | Ma Jing-ťiou 馬英九 (* 1950)     | 2012  | Kuomintang                    | |
| 4.                                                                                 | 20. květen 2016 – úřadující       | Cchaj Jing-wen  | Cchaj Jing-wen 蔡英文 (* 1956)   | 2016  | Demokratická pokroková strana | Současná prezidentka a první žena v historii tohoto úřadu. |
| 4.                                                                                 | 20. květen 2016 – úřadující       | Cchaj Jing-wen  | Cchaj Jing-wen 蔡英文 (* 1956)   | 2020  | Demokratická pokroková strana | Současná prezidentka a první žena v historii tohoto úřadu. |
| * Jméno je uvedeno v pořadí: český přepis a na Tchaj-wanu používané tradičný znaky |                                   |                 |                                  |       |                               | |